# 香港國際貨櫃碼頭
香港國際貨櫃碼頭（英語：Hongkong International Terminals，簡稱）在葵青貨櫃港發展及經營四號、六號、七號及九號碼頭（北），現時共有十二個泊位，另與中遠海運港口有限公司及亞洲貨櫃碼頭有限公司在八號碼頭合營四個泊位。香港國際貨櫃碼頭是香港最大的貨櫃碼頭經營商。
香港國際貨櫃碼頭是和記港口信託之屬下機構。和記港口信託是全球首個貨櫃碼頭商業信託。香港國際貨櫃碼頭亦是和記港口集團環球網絡的一員，與旗下港口及物流公司成員共享集團資源。

## 歷史
2005年6月12日，和記黃埔以72.15億元向新加坡港務局，出售香港國際貨櫃碼頭20%及中遠國際貨櫃碼頭10%權益，並獲利55億元。
2006年4月21日，和記黃埔以340億元作價，向新加坡港務局出售和黃港口20%股權，並獲利243.8億元。
2009年10月29日，華潤創業進行架構重組，以包括10%HITIL及10%HPYIL在內的資產，交換華潤集團持有的內地超市及啤酒廠業務。
2011年1月3日，和記黃埔以57億元現金，向華潤集團購入香港國際貨櫃碼頭10%股權、和黃港口鹽田投資公司10%股權，以及觀塘創業街九號物業少數權益從而提升在香港國際貨櫃碼頭及深圳鹽田港一及二期股權比例持股量分別增至76.5%以及53.4%。其中經營葵涌4號、6號與7號貨櫃碼頭及青衣9號貨櫃碼頭北的香港國際貨櫃碼頭，持股由53%增至61%；經營葵涌8號貨櫃碼頭東的中遠國際貨櫃碼頭，持股由27%增至31%；經營深圳鹽田港1及2期的中外合資企業，所持實益權益由38%增至43%；經營鹽田港3期和鹽田西港1及2期的中外合資企業，實益權益由34%增至38%；持有貿易通權益的Eckstein由71%增至79%；擁有和黃物流中心的Omaha由88%增至100%。
2011年，和記黃埔分拆在新加坡上市的和記港口信託計劃收購香港國際貨櫃碼頭的全部股權。
和黃港口鹽田投資（HYPIL）2008年及2009年的稅後盈利，則分別為37億元及30.6億元。香港國際貨櫃碼頭於2008年及2009年的稅後盈利，分別為14.96億元及13.億元。
據航運顧問公司Alphaliner發布的統計調查，香港在全球最繁忙的30個貨櫃港口中，2023年的排名已由第10位降至第11位，首度跌出十大，港口吞吐量為1434.2萬個標準箱（TEU），按年減少14.1%，相比疫情前的2019年則跌21.6%，連挫7年，反映香港貨櫃碼頭處於長期收縮。 （页面存档备份，存于）

## 連結
- 香港國際貨櫃碼頭有限公司 （页面存档备份，存于）